# 岡田朝太郎
岡田 朝太郎（日語：岡田 朝太郎／おかだ あさたろう，1868年7月18日—1936年11月13日），大日本帝國法學者，専門於刑法方面的研究。曾受清政府委託參與制定《大清新刑律》，對清末民初刑法制度影響甚鉅。

## 經歷
- 1868年、生為大垣藩士之子。
- 在藩校學習蕃思学、之後得到養成社學費、遊學東京。
- 1891年 東京帝國大學法科大學法國法律科畢業。
- 1893年 東京帝國大學法科大學講師。
- 1894年 東京帝國大學助教授。
- 1897年 留學德國、法國。
- 1900年 歸國、成為東京帝國大學教授。
- 1901年 授予法學博士學位。
- 1906年 被清朝政府招聘為欽命修訂法律舘調査員兼法律學堂教員、參與編纂《大清新刑律》。
- 1907年 慶應義塾大學法學部教授（擔任刑法課程）。
- 1915年 辭去東京帝國大學教授。之後岡田朝太郎結合其立法經驗，主要從事比較法方面的研究，並且兼任早稻田大學，明治大學等之私立大學教職[2]。
- 1936年11月13日 去世（享年69歲）

## 榮譽勳章
- 1903年（明治36年）5月21日 - 金杯一組[3]
- 1912年（大正元年）12月18日 - 勲三等瑞宝章[4]

## 著書
- 《日本刑法論》（1894年、総則之部 訂正増補3版1895年、各論之部 訂正増補再版1895年）
- 《刑法講義》（1903年）
- 《中華民國暫行新刑律: 附參考法令十四類二百二十則》（1912年）
- 《中華民國新刑律總則講義》（北平：朝陽大學校出版，1917年；雖僅名為總則，實際上包含總則、分則、附錄―刑罰權之根本等三個部分）
- 《比較刑法》（出版年不詳）

## 對中國刑法發展的影響
東吳大學法律系教授陳子平認為，1911年公布的《大清新刑律》與民國初年的《暫行新刑律》（1912至1928年使用），不僅深受當時日本刑法典之影響，更受《大清新刑律》起草人岡田朝太郎的獨特刑法見解的左右。

## 外部連接
- 岡田朝太郎 （页面存档备份，存于）